# Ханський палац (Бахчисарай)
Ханський палац у Бахчисараї (крим. Han Sarayı) — єдиний у світі зразок кримськотатарської палацової архітектури, у 1532—1783 рр. родова резиденція правителів Кримського ханства — династії Ґераїв. Палацово-парковий ансамбль включає у себе три частини: культову, адміністративну та побутову. Центр політичного, духовного й культурного життя кримських татар. Засновником Хансарая був Сахіб I Ґерай.
Бахчисарайський палац — пам'ятка історії та культури всесвітнього значення, в Україні офіційно визнана пам'яткою національного значення і внесена Україною до попереднього списку Всесвітньої спадщини ЮНЕСКО. Палац входить до складу Бахчисарайського історико-культурного заповідника. В приміщеннях палацу розташовані музей історії та культури кримських татар, художній музей, виставка холодної та вогнепальної зброї. Територія палацового комплексу займає 4,3 гектари, раніше площа комплексу становила 18 гектарів.
Палац розташований на лівому березі річки Чурук-Су. До складу комплексу входять північні та південні ворота, Свитський корпус, палацова площа, головний корпус, гарем, ханська кухня і стайня, бібліотечний корпус, соколина вежа, ханська мечеть, Перський сад, ханський цвинтар, гробниця (дюрбе) Диляри-бікеч, гробниці Північне і Південне дюрбе, надгробна ротонда, лазня «Сари-Гюзель», набережна з трьома мостам, сади і паркові споруди, Катеринівська миля, «Фонтан Сліз» та інші об'єкти.
Архітектурний стиль палацу продовжує традиції османської архітектури XVI—XVII століть. Головна архітектурна ідея — втілення мусульманського уявлення про райський сад на землі. «Бахчисарай» перекладається з кримськотатарської мови як «палац-сад» (bağça — сад, saray — палац).

## Історія
До побудови палацу в Бахчисараї резиденція кримських ханів містилася в долині Ашлама-Дере. Коли долина стала тісною для ханського двору, було прийнято рішення збудувати палац в новому місці. Будівництво палацу почалося на поч. XVI ст. під час правління хана Сахіба I Ґерая. Засновник нового палацу побудував мечеть, лазню, зал Дивану, житлові апартаменти, приміщення для гарему, Перський палац із Соколиною вежею, ханські стайні, переніс Демір-Капи з порталом Алоїза де Монтаньяно (Алевіза). Разом із будівництвом палацу почалося будівництво столичного міста Кримського ханства — Бахчисарая.
За однією з кримськотатарських легенд хан заснував палац у місці, на якому побачив сутичку двох змій на березі річки. Одна з них отримала важкі рани, але занурилися у воду та зцілилася. Саме там хан і створив нову резиденцію.
Найдавніші будівлі палацового комплексу — велика Ханська мечеть і лазні Сари-Ґюзель, датовані 1532 роком. Портал Демір-Капи датований 1503 роком, але його було збудовано у палаці в Ашлама-Дере, а згодом перенесено до Хансараю. За час свого існування палац постійно добудовували. За часів Девлета I Ґерая було побудовано ханське дюрбе, за Мухаммед IV Ґерая — лазню із західного боку палацу, за Ісляма III Ґерая — залу зборів і ще одне дюрбе, за Бахадира I Ґерая — додаткове приміщення для офіційних прийомів, а за Каплана I Ґерая — Золотий фонтан (1733). За Селямета II Ґерая було збудовану літню альтанку, за Арслана Ґерая — медресе, і, нарешті, за Кирима Ґерая було збудовано дюрбе Диляри-бікеч, «Фонтан сліз» (1764), а також силами іранського зодчого Омера виконано витончене оздоблення внутрішніх покоїв.
1736 року під час війни Кримського ханства з Росією Бахчисарай захопили війська фельдмаршала Крістофа Мініха. Мініх наказав спалити ханську столицю і палац. Перед цим, однак, він дав капітанові Манштейну доручення зробити опис палацу (він зберігся до наших днів), після чого ханську резиденцію підпалили. Пожежа знищила більшу частину будівель. Згодом палац було майже повністю перебудовано. Відновленням палацу займалися Селямет II Ґерай, а потім Кирим Ґерай.
Після того, як Російська імперія анексувала Крим, палац перебував у віданні Міністерства внутрішніх справ. За цей час його багато разів перебудовували, внаслідок чого будівлі змінили свій первісний вигляд, і було втрачено єдність стилю. Ремонти зазвичай проводилися до приїзду в палац високих гостей. Після ремонтів XIX століття було істотно змінено інтер'єри ханських покоїв.

Професор Кембриджу Е. Д. Кларк стверджував: 
|  | в Бахчисараї росіяни задовольнили свою варварську насолоду руйнування і знищили цілковито цю столицю». Зокрема, ханський палац. |

1787 року палац відвідала Катерина II, 1818 і 1837 роках — Олександр I. У ХІХ ст. палац неодноразово ремонтувався, що призвело до часткової зміни у стилі еклектики його внутрішнього та зовнішнього вигляду, втрати значної частини приміщень, архітектурних деталей та розписів. Напочатку 1850-х років Іннокентій, архієпископ Херсонський і Таврійський, пропонував знести палац, але його пропозиція не отримала схвалення. Під час Кримської війни у палаці містився російський лазарет, що також нанесло суттєву шкоду пам'ятці. 1908 року було ухвалено рішення про створення музею при Ханському палаці і його відкрили для відвідування науковців та гостей. 1912 року палац відвідав Микола II зі своєю сім'єю.
У вересні 1917 року Тимчасовий Кримсько-мусульманський виконавчий комітет ухвалив рішення відкрити у палаці перший національний музейний заклад — музей історії та культури кримських татар — та призначив його директором науковця та художника У. Боданинського. 4(17) жовтня Таврійський губернський комісар призначив його комісаром Ханського палацу. У листопаді 1917 року відбулося урочисте відкриття музею за участі першого демократично обраного Таврійського муфтія Н. Челебіджіхана. 9 і 26 грудня н. ст. 1917 року у Хансараї відбулося перше і останнє засідання установчих зборів кримськотатарського народу, а також перше засідання національного парламенту — Курултаю. Національний музей утримувався значною мірою на кошти кримськотатарського національного уряду — Директорії. Денікінський режим заборонив у серпні 1919 року кримськотатарську національну Директорію, а восени 1919 року призначив на посаду директора музею у палаці статського радника С. Плаксіна.
Після захоплення у листопаді 1920 року Криму більшовиками директором музею у Хансараї знову став У. Боданинський, який займав цю посаду до 1934 р. і перетворив заклад на важливий центр вивчення історії та культури кримськотатарського народу, збереження його культурної спадщини. У 1930-ті роки в музеї була звільнена частина співробітників, згорнуті історичний та етнографічний відділи, а його праця стала мати політизований характер у дусі офіційної марксистсько-ленінської ідеології. З 1955 року це був Бахчисарайський історико-археологічний музей, а з 1979 року — історико-архітектурний музей.
У 1930-ті роки було проведено ремонт палацу, під час якого було забілено вапном зовнішні оздоблення палацу.
У 1961—1964 роках українське науково-реставраційне управління Держбуду УРСР провело першу масштабну наукову реставрацію палацу, під час якої зовнішній вигляд палацу було наближено до первинного. Було знято шари фарби з порталу Демір-Капи, знято пізні нашарування розписів Великої Ханської мечеті, розчищено розписи Омера у Літній альтанці, проведено реставрацію стель Зали Дивану.
З 1980-х років почалися археологічні дослідження Хансарая. Особливого масштабу вони набули з поч. 2000-х років, коли здійснювалися під керівництвом А. Ібрагімової. В результаті вдалося локалізувати точне місцезнаходження низки знищених будівель.
Держава-окупант Росія незаконно проголосила Ханський палац «об'єктом культурного спадку федерального значення». У 2017 р. вона розпочала проводити ремонтно-реставраційні роботи у Хан-Сараї, в результаті яких вже суттєво постраждала найстарша будівля ансамблю — Велика Ханська мечеть. Зокрема, демонтаж її покрівлі здійснювався з допомогою важкої будівельної техніки із застосуванням відбійників, що призвело до вібрацій і втрати частини оздоблення стін. Повністю втрачено автентичну балкову систему перекриття, стелі та шатровий дах. Автентичні дубові балки перекриття демонтовані та розпиляні, їх замінили на сучасні будівельні матеріали; використали бетонний армопояс, що збільшило навантаження на стіни мечеті. Давня ложкова черепиця («татарка») кустарного виробництва на 100 % була замінена на іспанську черепицю заводського виготовлення. При цьому повністю знищено стародавню технологію укладання черепиці на глині та замінено сучасними кріпленнями. Під час ремонту постраждали вітражі будівлі. Існує загроза іншим об'єктам палацово-паркового ансамблю.
У 2019 році міністр культури Євген Нищук заявив, що Україна чекає на моніторингову місію ЮНЕСКО, яка перевірить стан Ханського палацу у тимчасово окупованому Бахчисараї, оскільки держава-окупант — Росія — унеможливила доступ органів влади держави-суверена до цього об'єкта культурної спадщини України.

Ханський палац в Бахчисараї
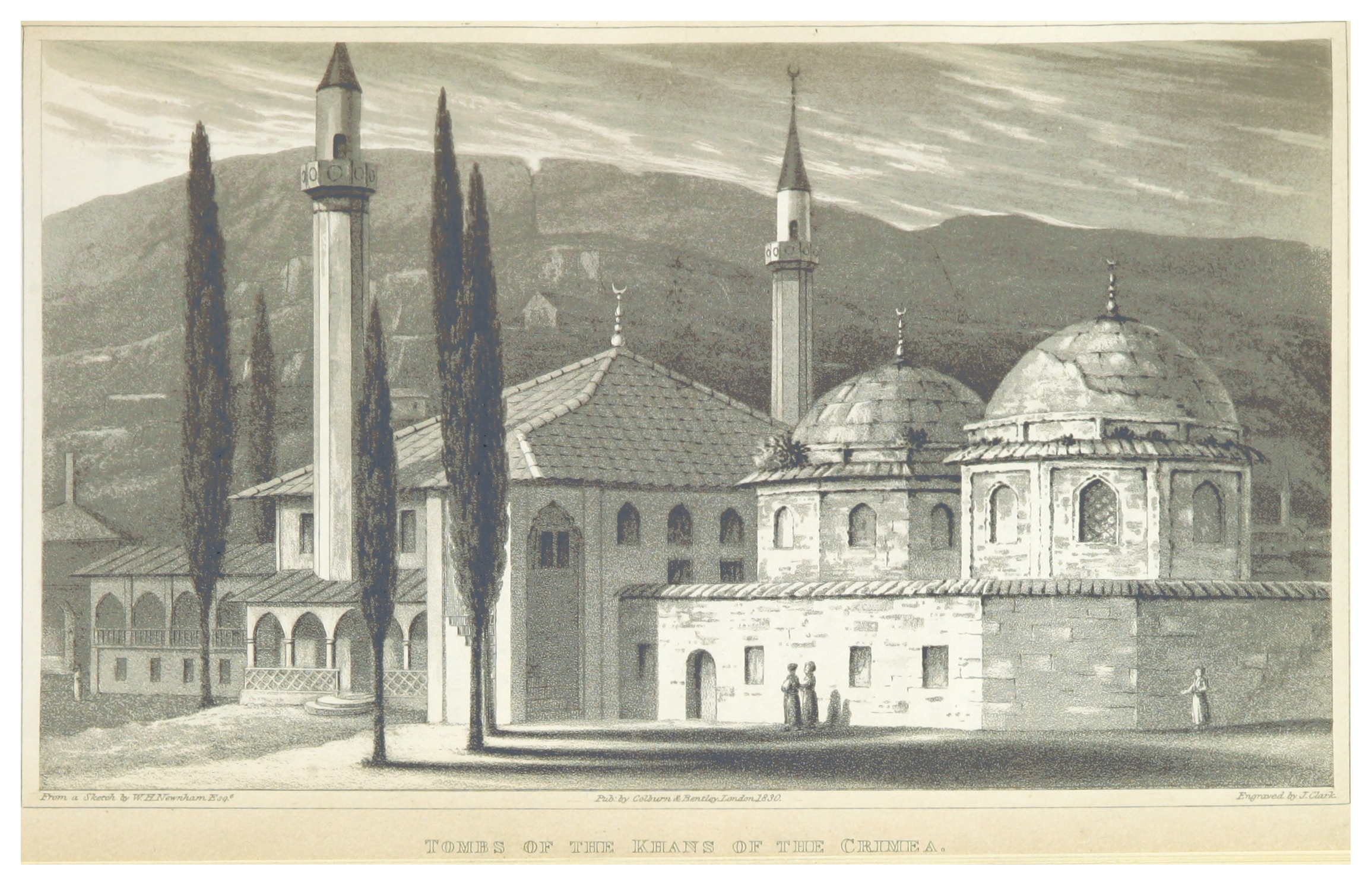
Ханський палац, 1830 р.
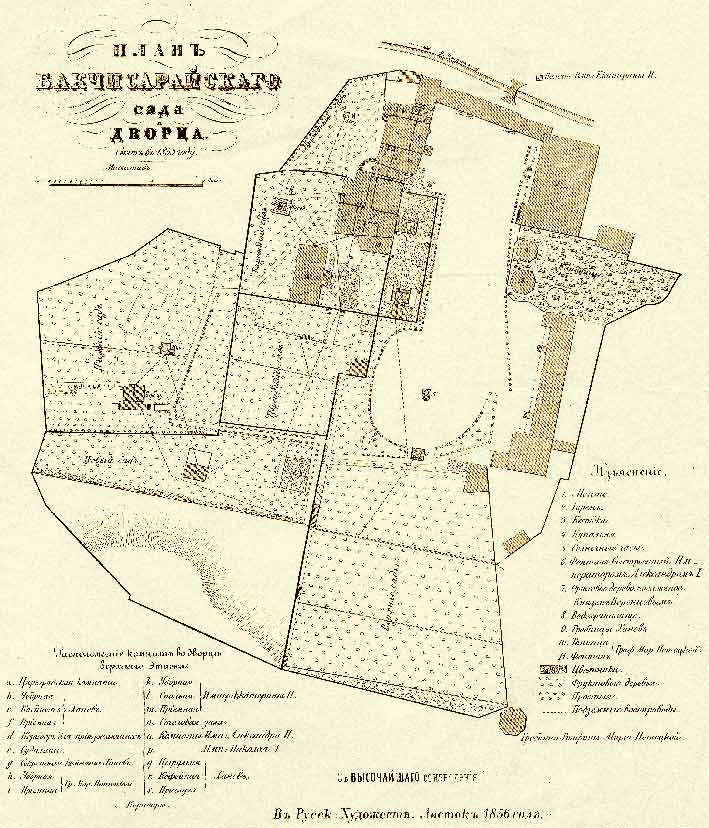
План Бахчисарайського саду і палацу. 1855 рік
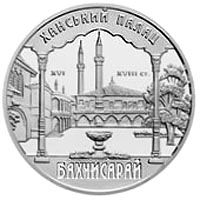
Монета НБУ номіналом 10 гривень, присвячена палацу, (реверс) 2001 рік
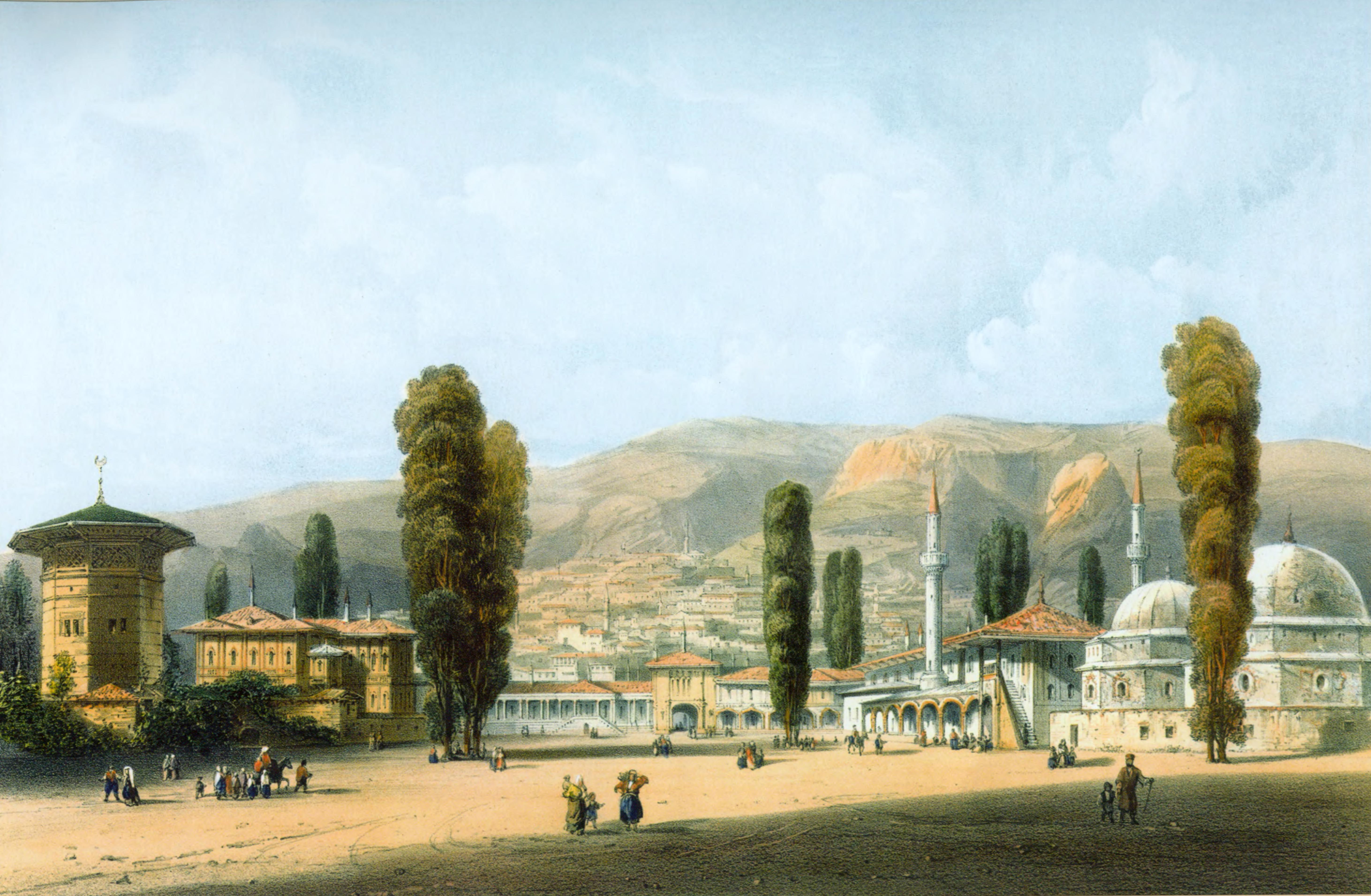
Карло Боссолі. Ханський палац, 1840-1842 рр.
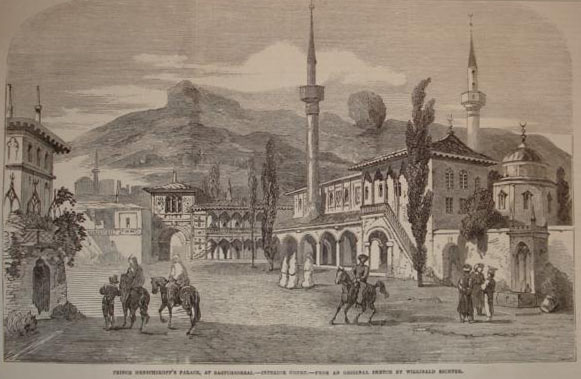
Літографія 1856 р.

## План палацу
0 — Палацовий майдан; 1 — Північна брама і надбрамна башта; 2 — Світський корпус; 3 — Велика ханська мечеть; 4 — Лазня Сари-Ґюзель; 5 — Ханський цвинтар; 6 — Північне дюрбе; 7 — Південне дюрбе; 8 — Ротонда Менґлі II Ґерая; 9 — Стаєнний корпус; 10 — Бібліотечний корпус; 11 — Південна брама; 12 — Садові тераси; 13 — Дюрбе Діляри-бікеч; 14 — Перський сад; 15 — Соколина вежа; 16 — Гаремний корпус; 17 — Басейний дворик; 18 — Літня бесідка (на першому поверсі) і Золотий кабінет (на другому поверсі); 19 — Мала ханська мечеть; 20 — Золотий фонтан; 21 — Фонтанний дворик; 22 — Зала Дивану; 23 — «Фонтан Сліз»; 24 — Портал Демір-Капи; 25 — Житлові покої; 26 — Кухонний корпус.

### Північний вхід у палац
Північна брама (крим. Darbehane Qapı) — один із чотирьох входів у палац (нині збереглося тільки два). До палацової брами веде міст через річку Чурук-Су. Брама виготовлена з дерева і оббита кованим залізом. Вони розташовані в арці, на якій є зображення двох переплетених змій або драконів. За легендою, Сахіб I Ґерай зустрів двох змій, що боролися, на березі річки і одна з них зцілилася в річковій воді, що послужило причиною заснування палацу саме в цьому місці. Станом на тепер ця брама є основним входом до палацу.
«Darbehane Qapı» буквально означає «брама монетного двору» (крим. darbehane — монетний двір, крим. qapı — двері, ворота, брама). Ця назва з'явилася через те, що навпроти брами розташовувався монетний двір (дарбехане).
Обабіч до брали примикають будівлі світського корпуса. Над брамою міститься надбрамна вежа, що виконувала сторожові функції. Зовнішні стіни надбрамної вежі розписані строкатим орнаментом, а у вікна вставлене кольорове скло.
Брама, надбрамна вежа і стіни навколо палацу були збудовані 1611 року. Доти в палацу не було оборонних споруд, оскільки його спочатку не розглядали як фортифікаційну споруду, а укріплення містилися у фортеці Кирк-Єр. Будівництвом керував Сулейман-паша
В будівлі корпуса почту розміщувалася власне свита хана і його стража (капи-халки, крим. qapı halqı — «приватники»). Після того, як Російська імперія захопила Крим, у корпусі почту стали розміщувати гостей. Після заснування музею у східній будівлі світського корпуса розміщується адміністрація музею, а в західній — експозиції.

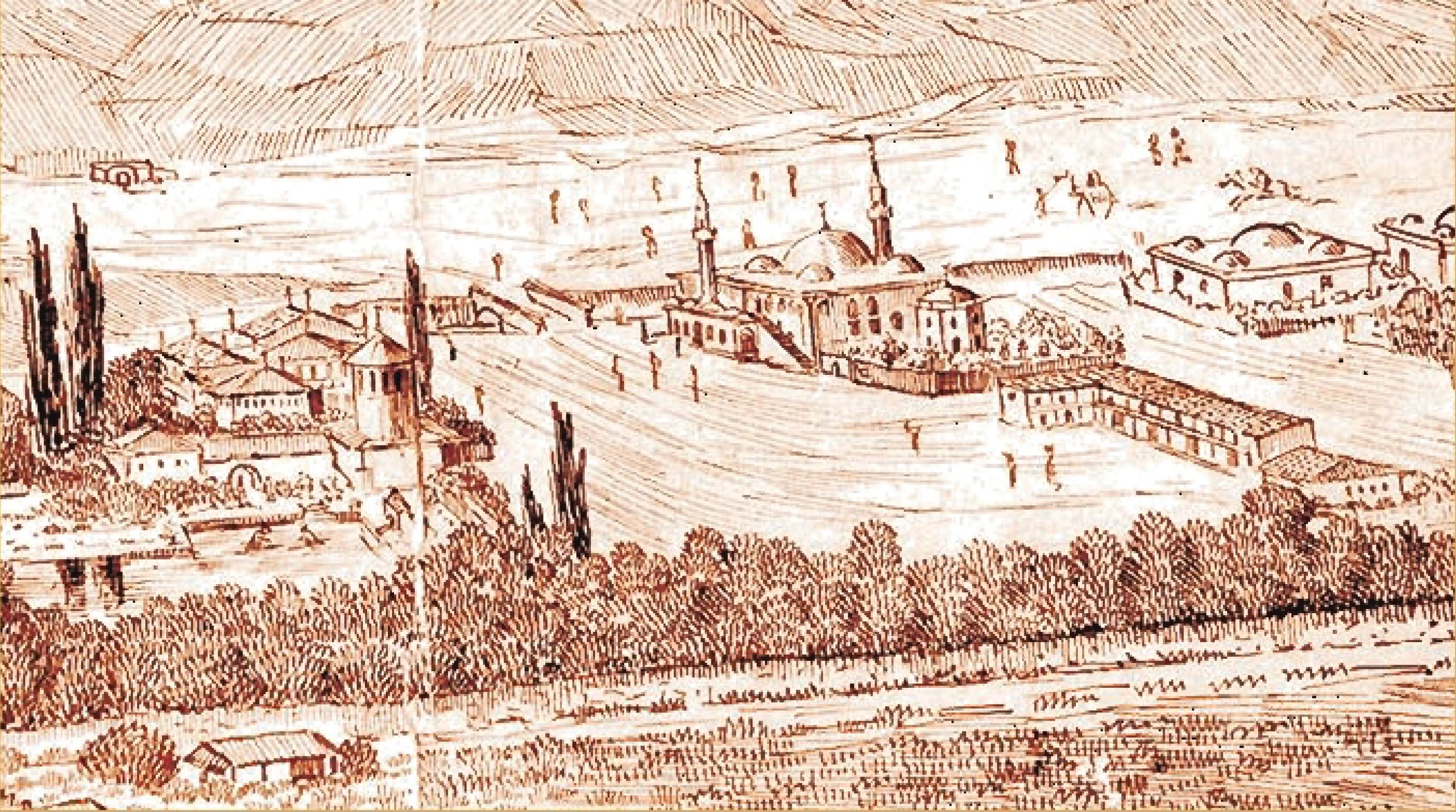
Фрагмент рисунка з гравюри першої половини XVII ст. Брами і світського корпуса ще немає
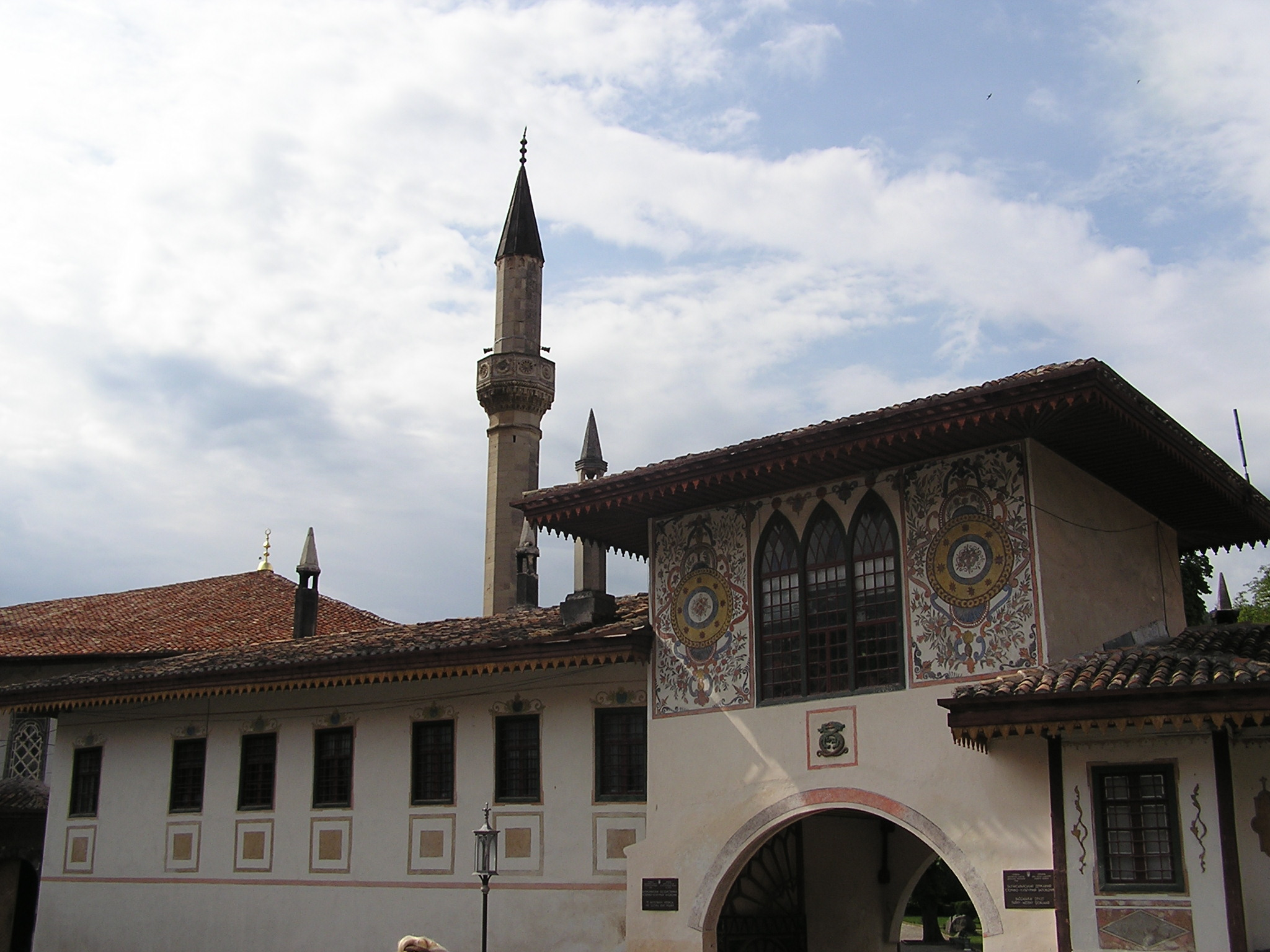
Північна брама, надбрамна вежа і світський корпус. Вид з боку Чурук-Су. На задньому плані видно мінарет великої ханської мечеті
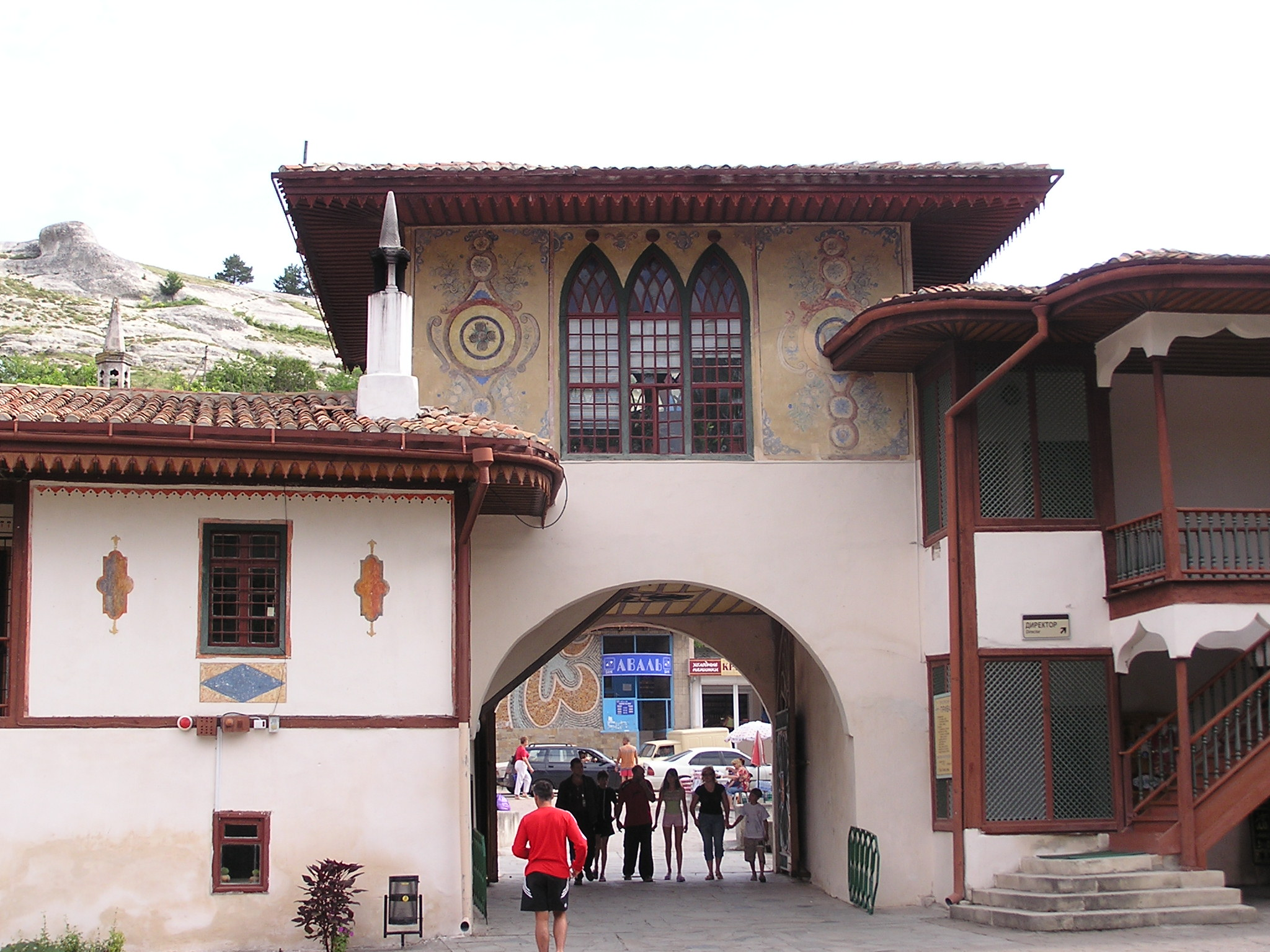
Вид північної брами і надбрамної вежі з палацового майдану
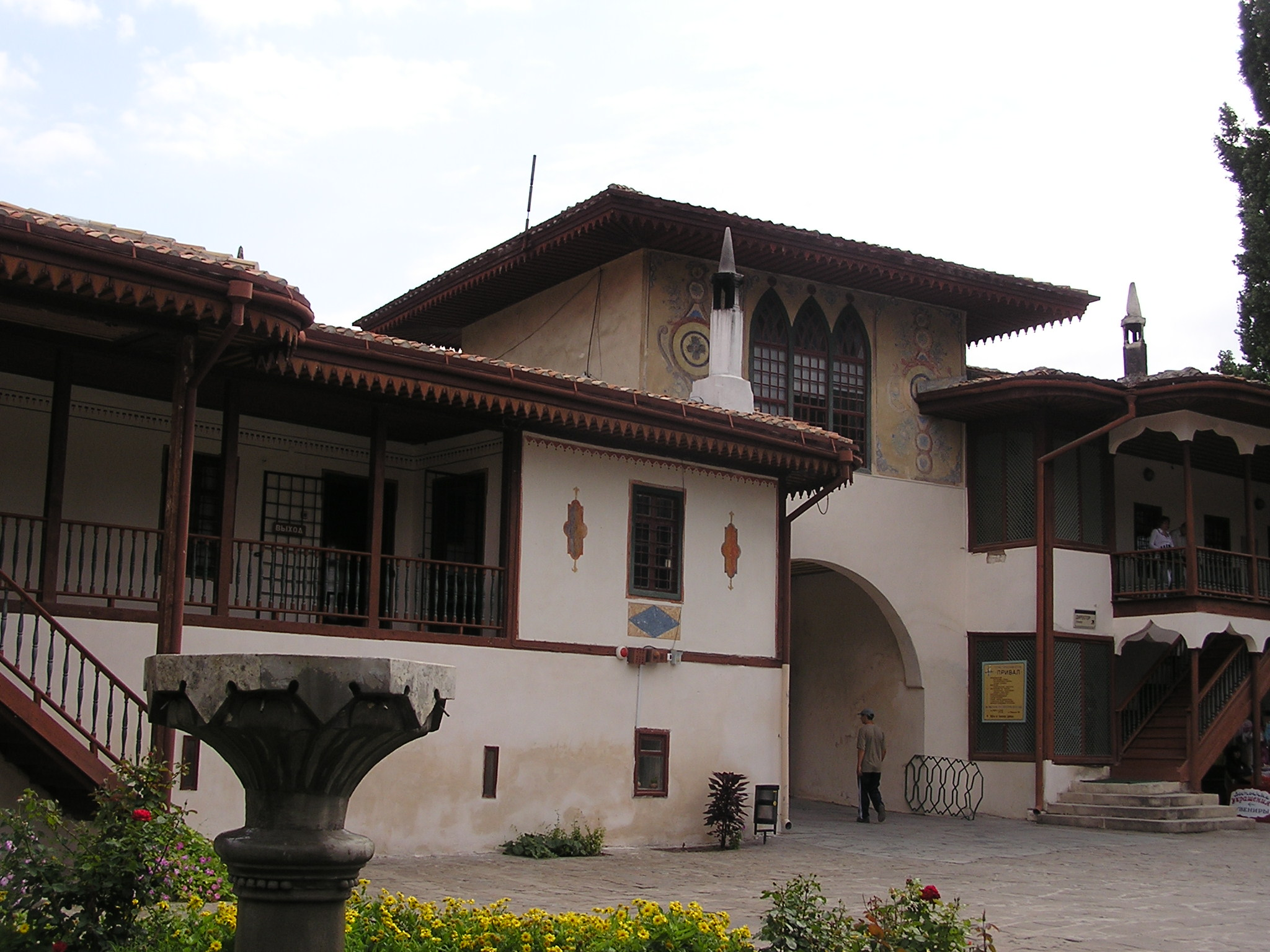
Світський корпус і північна брама

### Палацовий майдан
Палацовий майдан (крим. saray meydanı) є композиційним центром ханської резиденції. На майдан виходить північна брама з надбрамною вежею, світський корпус, велика ханська мечеть, ханський цвинтар, стайні, південна брама, соколина вежа, житлові покої, брама до посольський дворик. На південь від палацового майдану розташовані садові тераси, які добре видно з майдану.
Станом на сьогодні майдан вимощений каменем і засаджений деревами. У часи Кримського ханства вимощення і рослинності не було, а майдан був засипаний піском. На ньому збиралося військо для напуття перед військовим походом, проводилися урочисті церемонії, а також відбувалися зустріч послів і гостей.

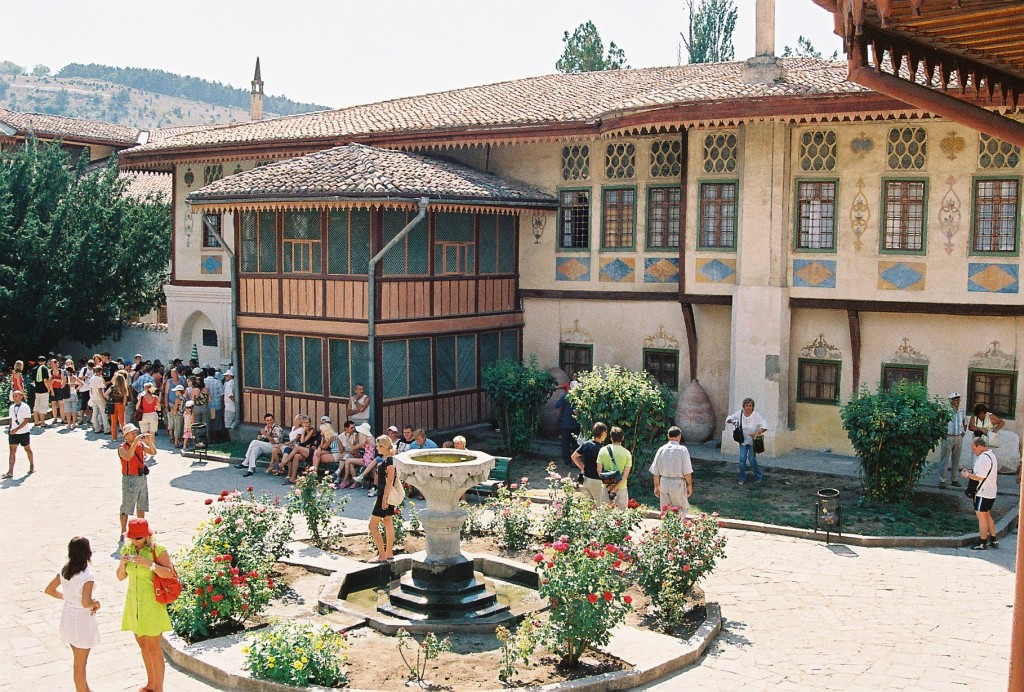
Палацовий майдан
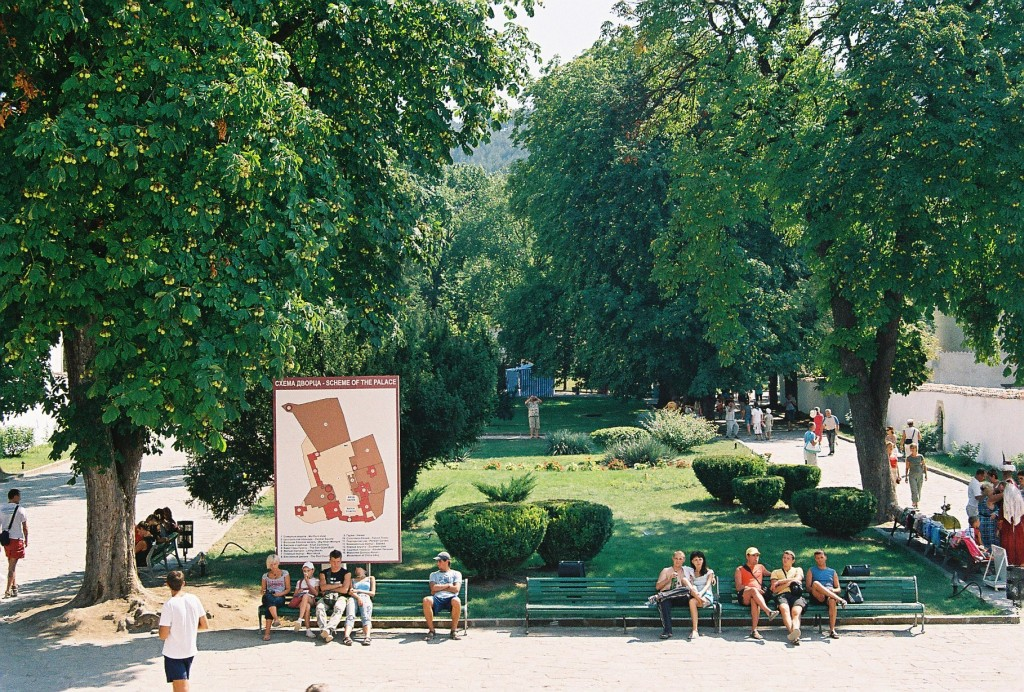
Дерева на сучасному майдані
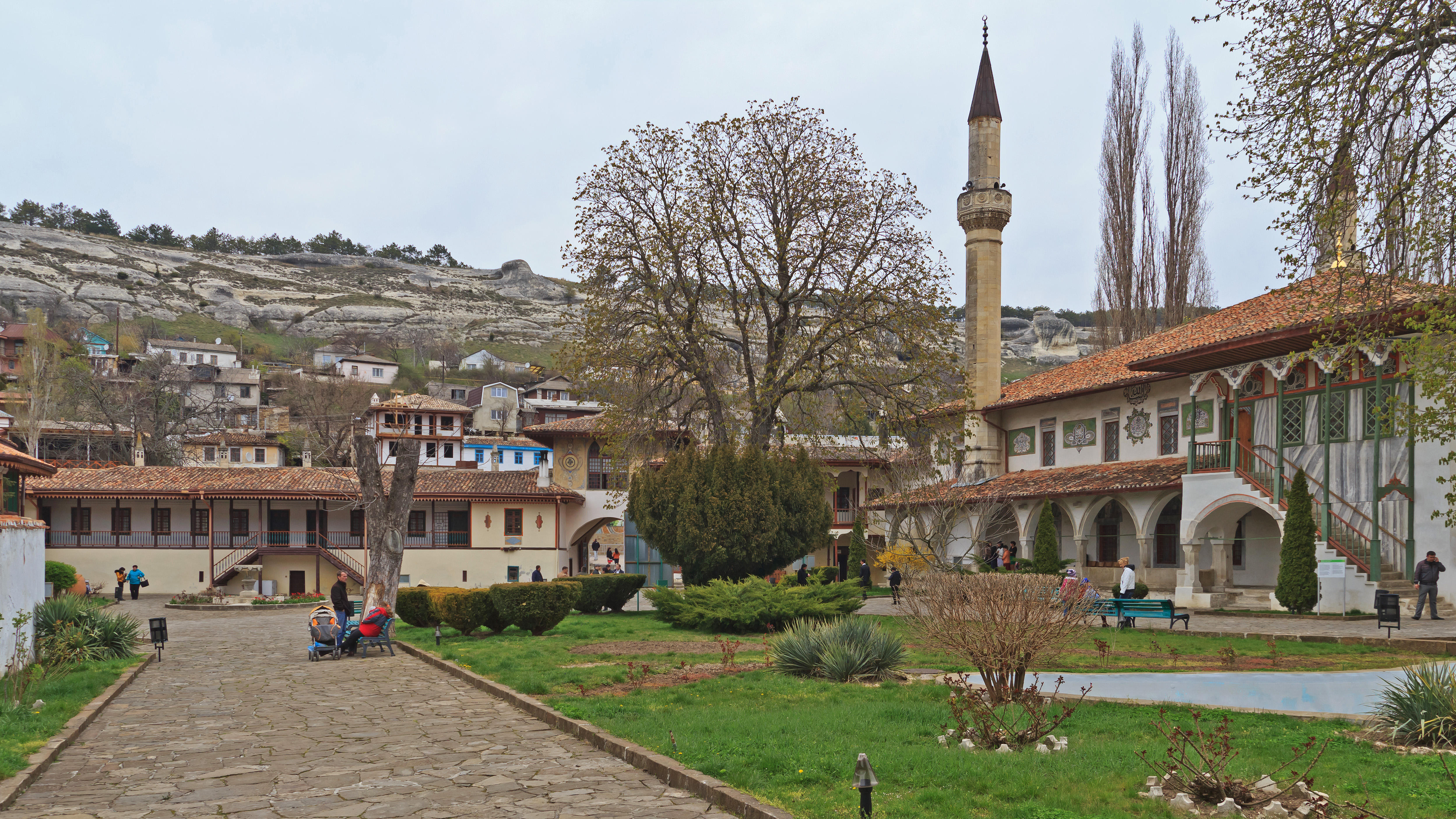
Палацовий майдан
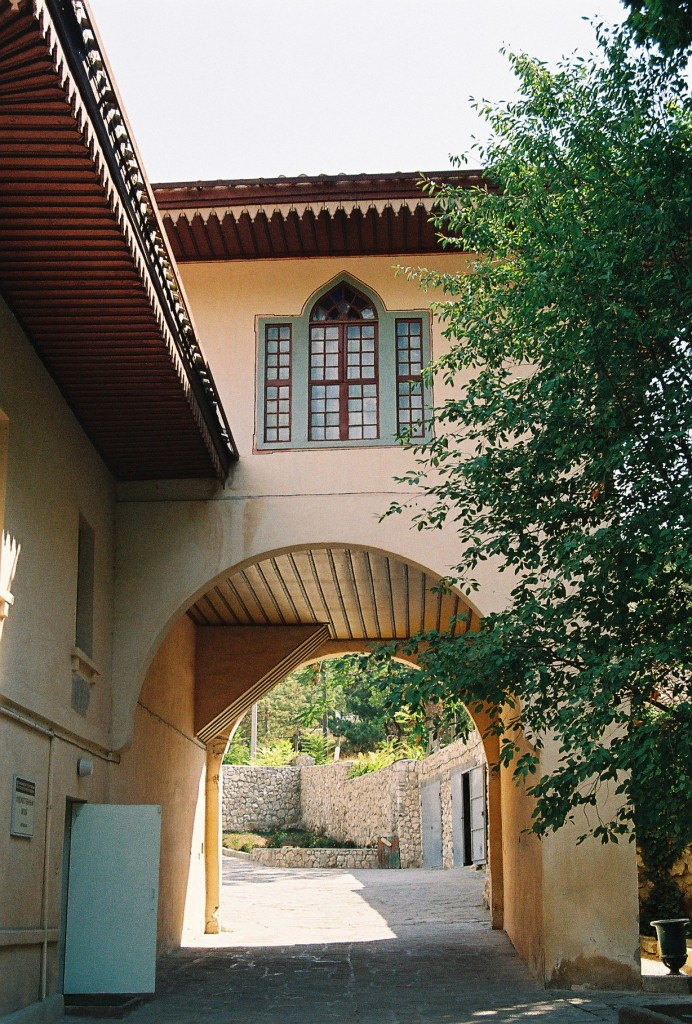
Південна брама

### Велика ханська мечеть
Велика ханська мечеть (крим. Büyük Han Cami) міститься на палацовому майдані на схід від північної брами. Це одна із найбільших мечетей Криму і перша з будівель ханського палацу. Мечеть збудував 1532 року Сахіб I Ґерай, в XVII столітті мечеть мала його ім'я.
Будівля мечеті масивна, зі стрілчастою аркадою по низу і майоліковими вставками на стінах. Дах мечеті чотирьохскатний і покритий червоною черепицею. Спочатку дах було покрито куполами.
Всередині мечеті розташована велика зала з високими колонами. На південній стіні є вікна з кольоровими скельцями і міхраб. Зсередини по периметру верхнього ярусу східної, південної і західної стін мечеті йде широкий балкон (хори), який підтримують колони. На балконі міститься засклена ханська ложа, розписана, декорована глазурованою плиткою і прикрашена вітражами. На балкон ведуть гвинтові сходи, крім того є окремий вхід з двору на ханську ложу.
Головний вхід в мечеть розташований з боку річки Чурук-Су. Фасад із цього боку раніше був оброблений мармуром. Біля східної стіни мечеті розташоване абдестхане (місце для здійснення ритуального обмивання — абдеста) з шадирваном (фонтаном). На стінах зображено кілька каліграфічних написів арабською мовою (цитати з Корану), що з'явилися в XVIII столітті. Написи виконано чорним кольором в зелених картушах. Також серед каліграфічних написів на стіні є згадка імені Кирима Ґерая, який ремонтував і прикрашав мечеть: «Нехай буде благословенний направа Його Високості Кирима Ґерая Хана».
В мечеті два десятигранні мінарети з гостроверхими дахами, увінчані бронзовими алемами (півмісяцями). Висота мінаретів — 28 метрів. Нагору ведуть кам'яні гвинтові сходи всередині мінаретів. Вежі мінаретів складено з обтесаних кам'яних плит, скріплені між собою свинцевими вставками.
1736 року мечеть постраждала при пожежі. ЇЇ відновив під час правління хана Селямет II Ґерай майстер Омер. У 1750-х роках Арслан Ґерай заснував у дворі мечеті медресе, яке не збереглося до наших днів. У радянський час мечеть була закрита. В її верхній частині містилася експозиція музейного відділу археології, а в нижній частині — лапідарій (сховище архітектурних деталей, обломів, каменів із написами і зображеннями). Тепер мечеть відкрита для вірян.

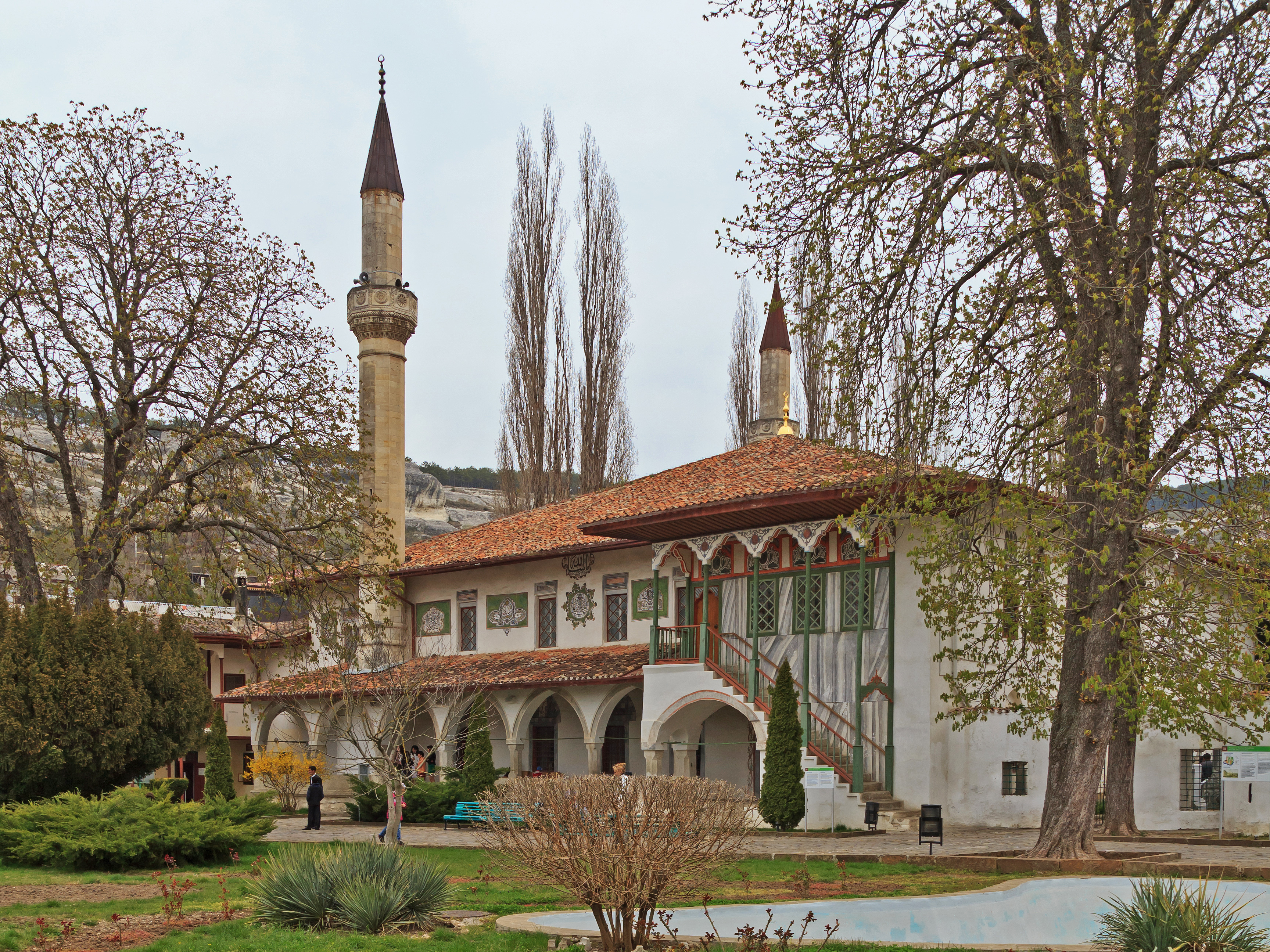
Велика ханська мечеть
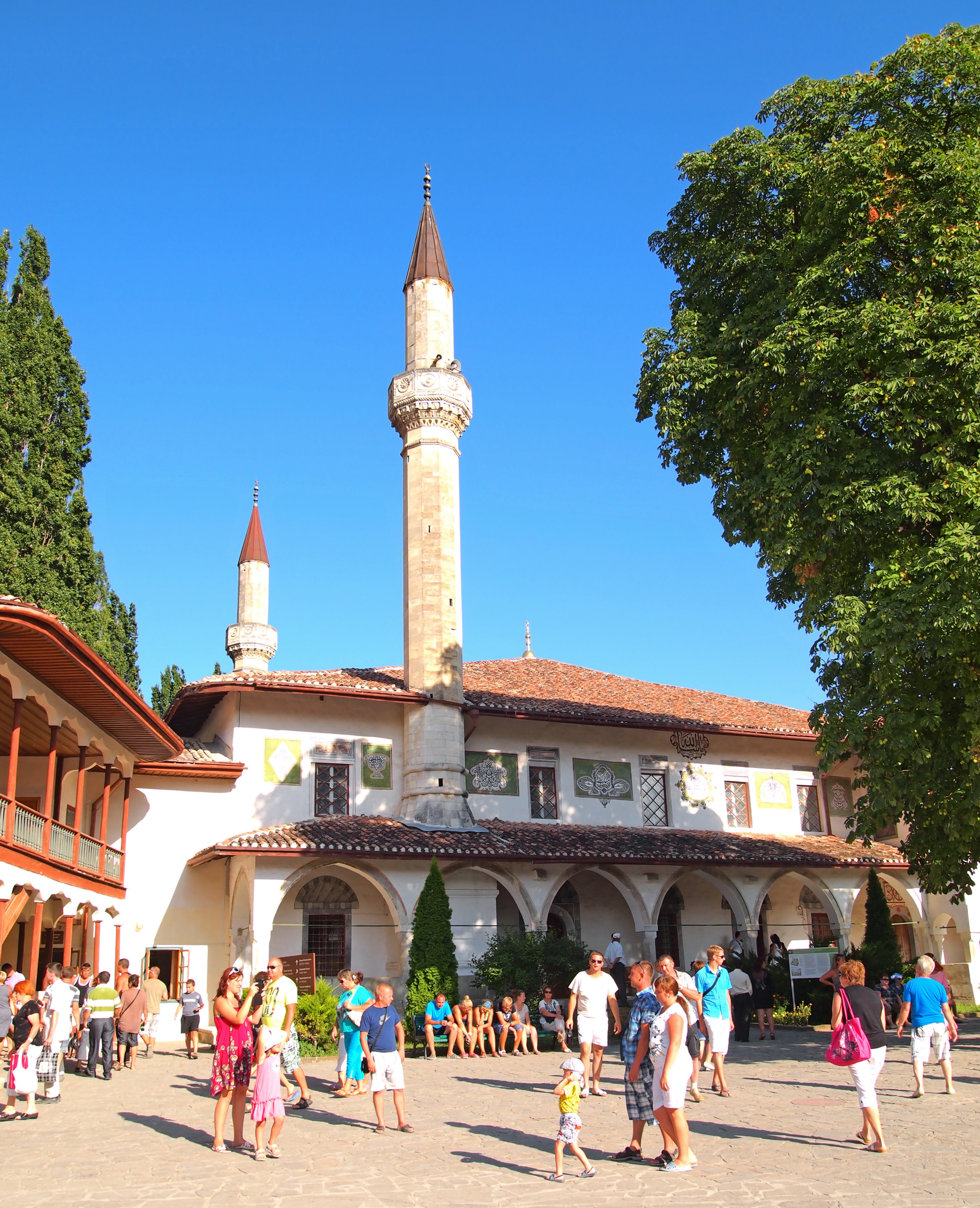
Велика ханська мечеть
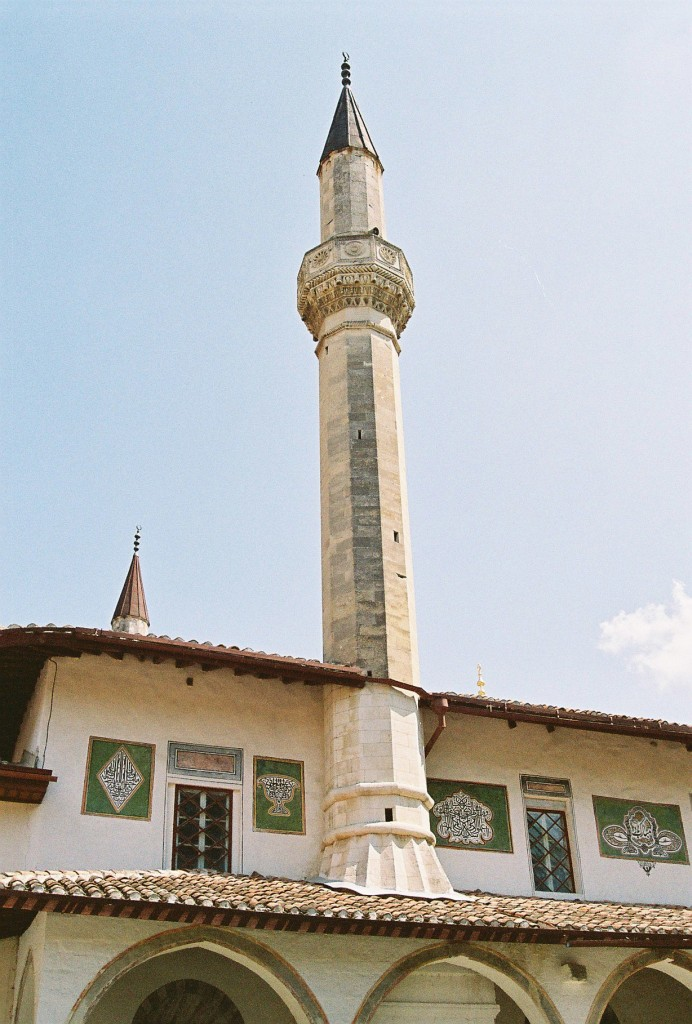
Мінарет
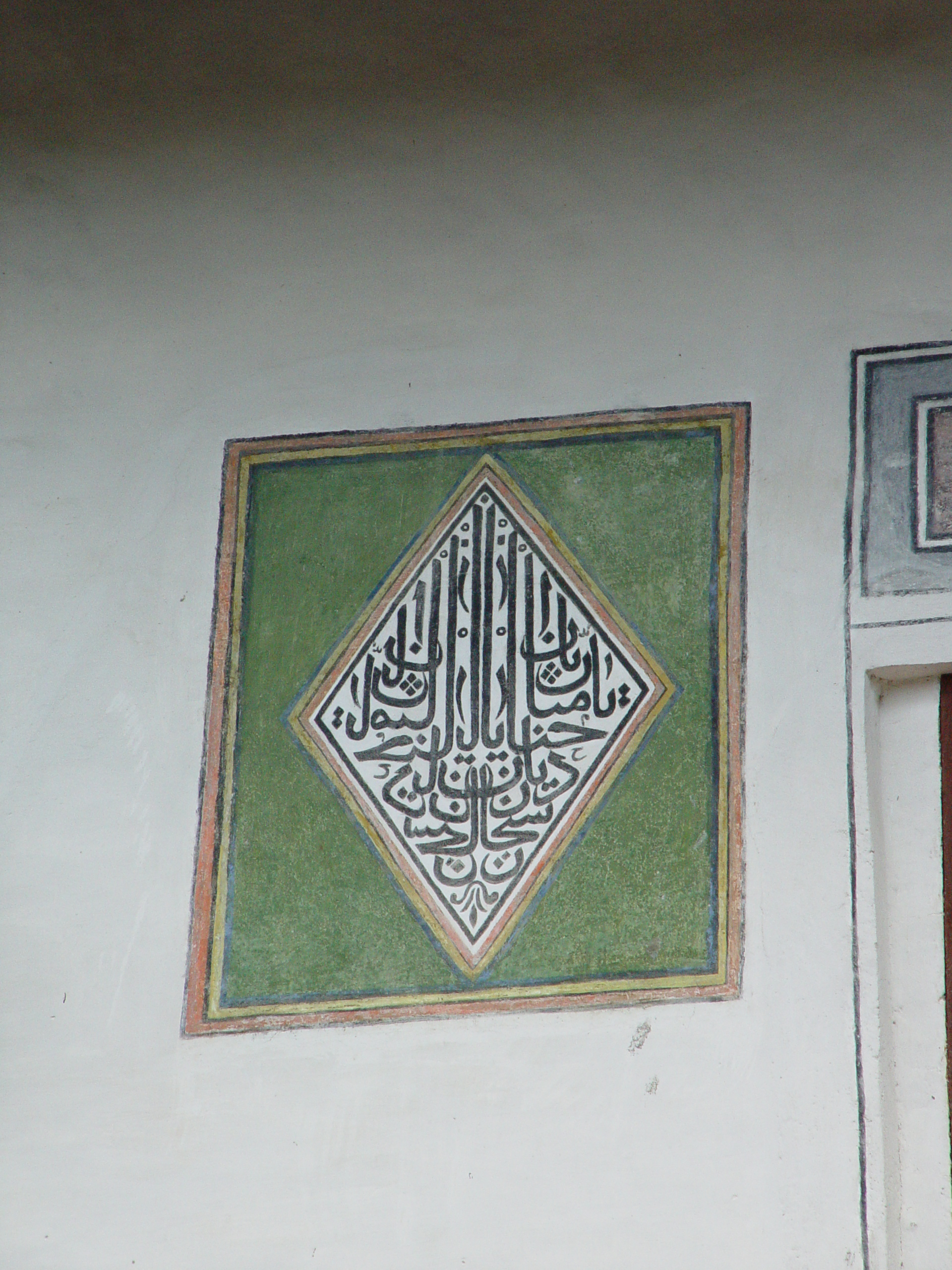
Каліграфічний напис на стіні мечеті
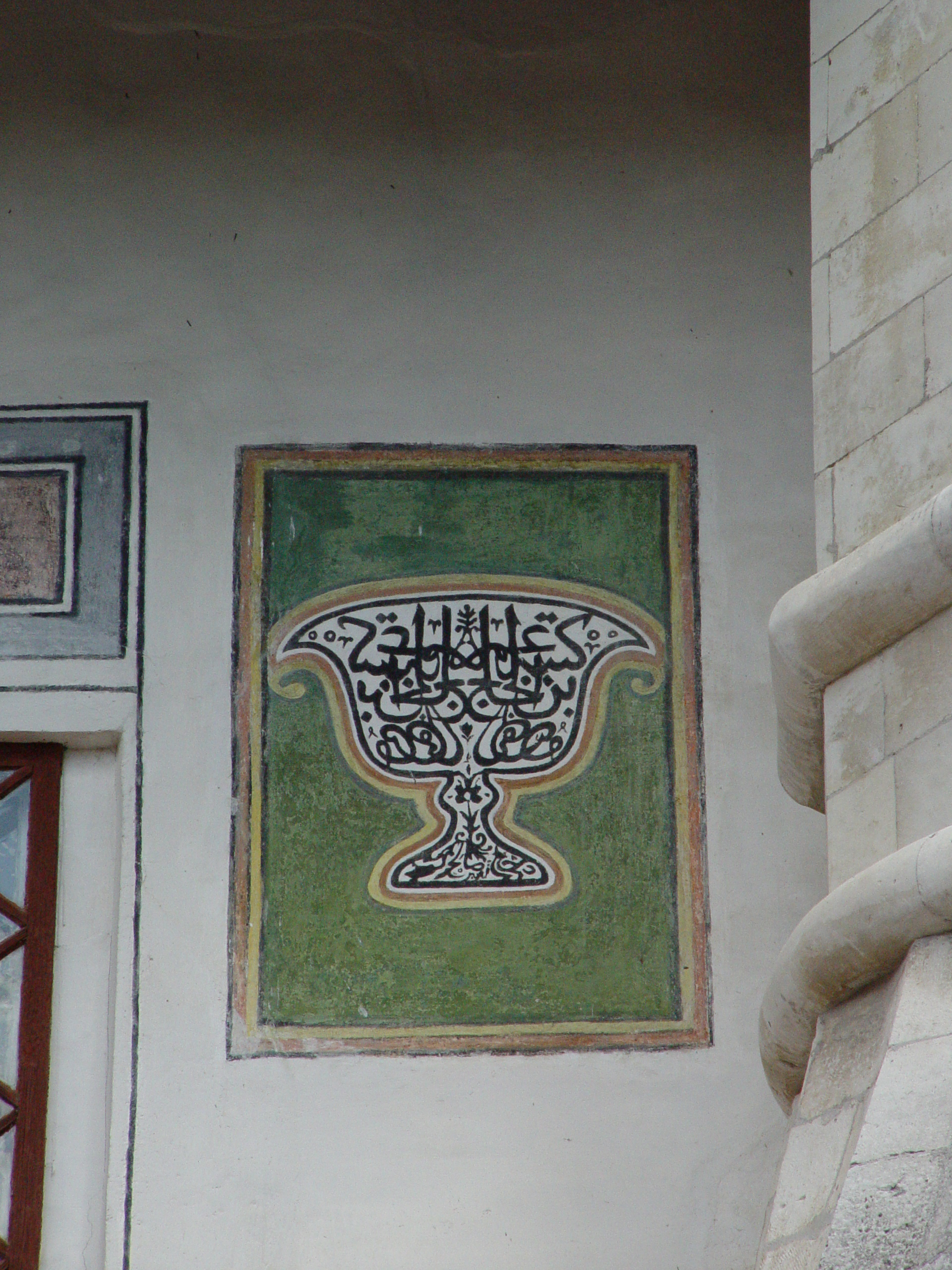
Каліграфічний напис на стіні мечеті
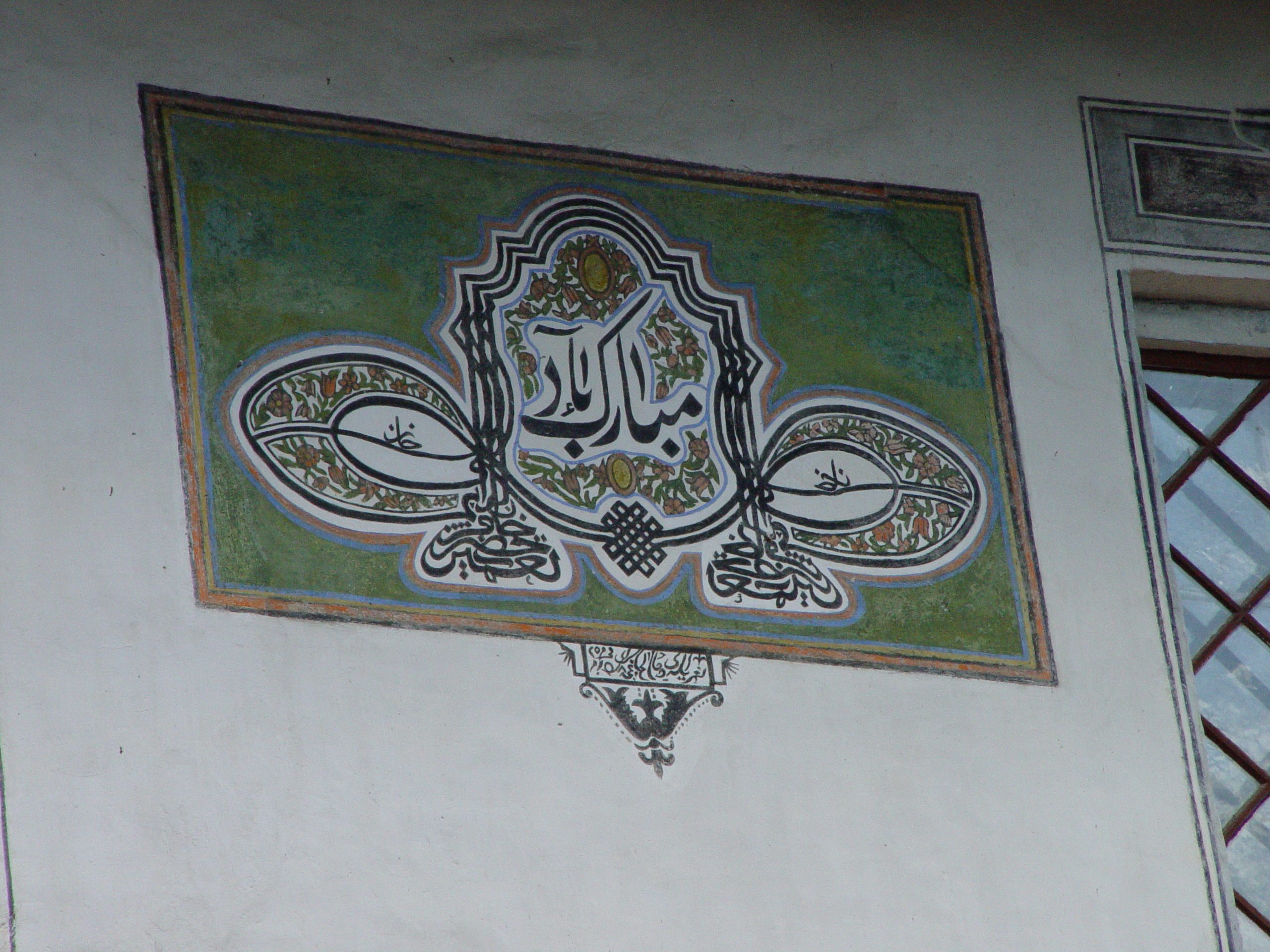
Каліграфічний напис на стіні мечеті на честь направи (ремонту) Кирима Ґерая

### Мала ханська мечеть
Мала палацова мечеть (XVI ст.) зведена в традиціях базилікальної сакральної архітектури. Вона містилась у головному корпусі (поряд з Фонтаном сліз) і була призначена для представників ханської сім'ї та найближчих сановників.
Споруда малої мечеті датують XVI ст., а розписи — XVI—XVIII ст. Це єдина будівля, на даху якої збереглася зелена глазурована дахівка, якою колись був покритий весь палацовий комплекс, через що здавалося, ніби він укритий смарагдами, передусім коли від неї відблискувало сонце. Під час реставраційних робіт (реставратор П. Я. Редько) 1991 року віднайдено фрагменти фресок XVI ст. Над входом до мечеті зберігся напис: «Селямет Ґерей хан, син Хаджі Селім Ґерей хана, рік 1741».

### Ханський цвинтар
Знаходиться у тінистому саду при південній стіні Великої Ханської мечеті. На ньому знайшли вічний спокій дев'ять кримських ханів, сорок п'ять членів ханського роду, а також придворна знать. На цвинтарі побудовані два дюрбе — північне («дюрбе Девлета І Ґерея» XVI ст. із шістьма похованнями) й південне («дюрбе Ісляма III Ґерея» XVII ст. — з дев'ятьма), а також ротонда з похованням Менґлі II Ґерея. Усередині обох дюрбе та вздовж стежок саду стоять пам'ятники, висічені з мармуру чи з вапняку. Поза мавзолеями їх налічують 98 (разом із окремими фрагментами пам'ятників). На жаль, багато надгробків зникло.
Більшість мармурових монументів прикрашено вишуканим орнаментальним різьбленням. Символи жалоби (схилений кипарис, пальма що губить плоди) сусідують тут із символікою вічного життя (троянда, виноград, стилізована розетка).
Пам'ятники Ханського цвинтаря побудовані за єдиною схемою, складаються із кам'яного «саркофага» та двох вертикальних кам'яних стел по торцях. Стели в головах увінчані висіченими в камені зображеннями капелюха (чоловічого або жіночого) та прикрашені епітафіями. Ці епітафії можуть мати характер як лаконічного заклику до молитви за душу покійного, так і цілого поетичного твору, описового або філософського.
Як повідомляв біограф ханського роду Халім Ґерей, у Хансараї поховані такі правителі Кримської держави:
- Девлет I Ґерай, 1577 р. (пам'ятник не зберігся);
- Гази II Ґерай, 1607 р. (пам'ятник не зберігся);
- Іслям III Ґерай, 1654 р. (пам'ятник не зберігся);
- Мехмед IV Ґерай, 1674 р. (пам'ятник зберігся);
- Селім I Ґерай, 1704 р. (пам'ятник не зберігся);
- Менґлі II Ґерай, 1739 р. (пам'ятник зберігся);
- Селім II Ґерай, 1748 р. (пам'ятник зберігся);
- Арслан Ґерай, 1767 р. (пам'ятник зберігся);
- Кирим Ґерай, 1769 р. (пам'ятник зберігся).

У середньовіччі цвинтарі в Криму вважалися святими місцями — тим більшим благоговінням були оточені усипальниці правителів Кримського ханства. У старі часи при Ханському цвинтарі постійно перебували спеціальні служителі — дюрбедари, які спостерігали за порядком та читали молитви за душі покійних.

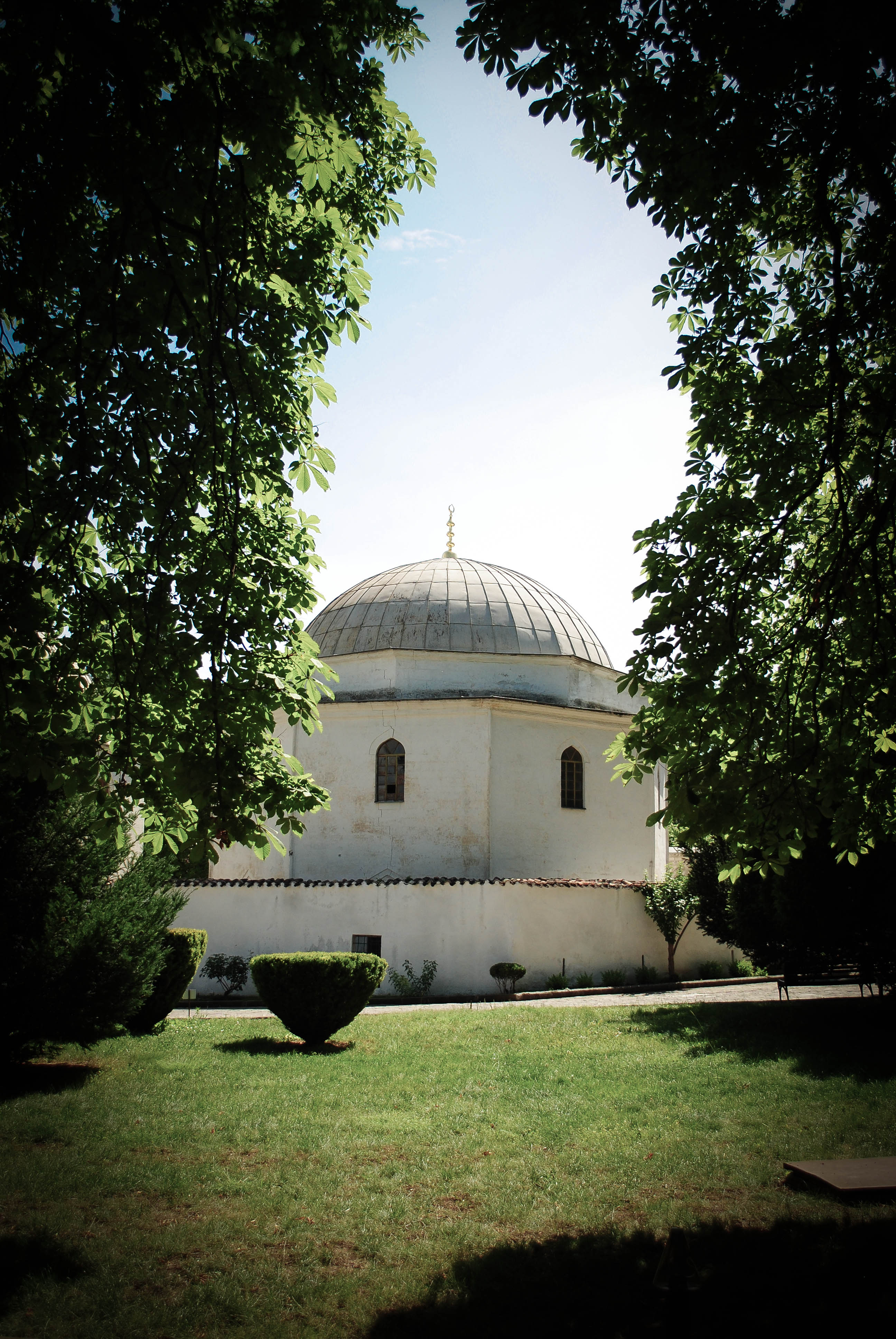
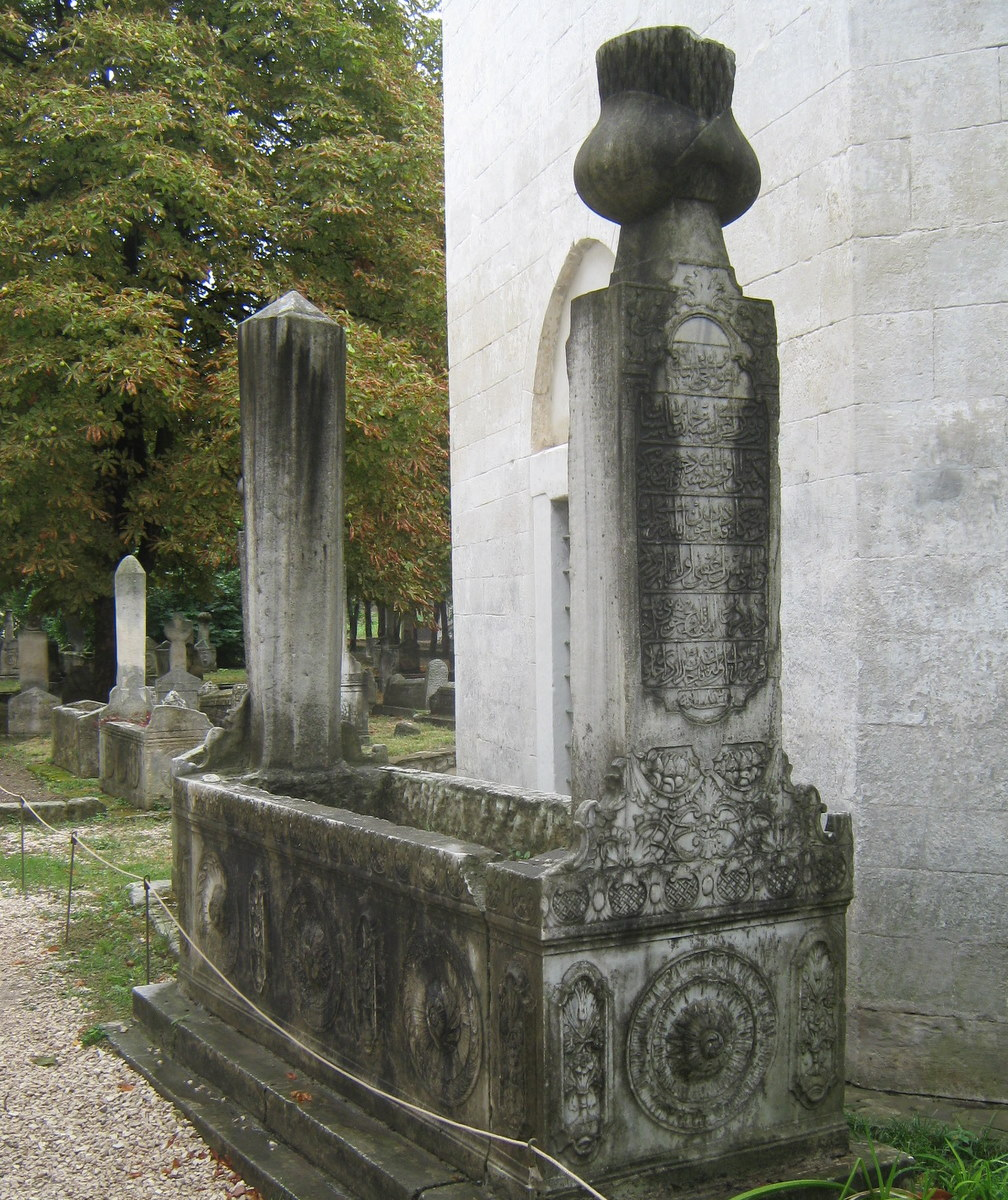
Могила Кирима Герая
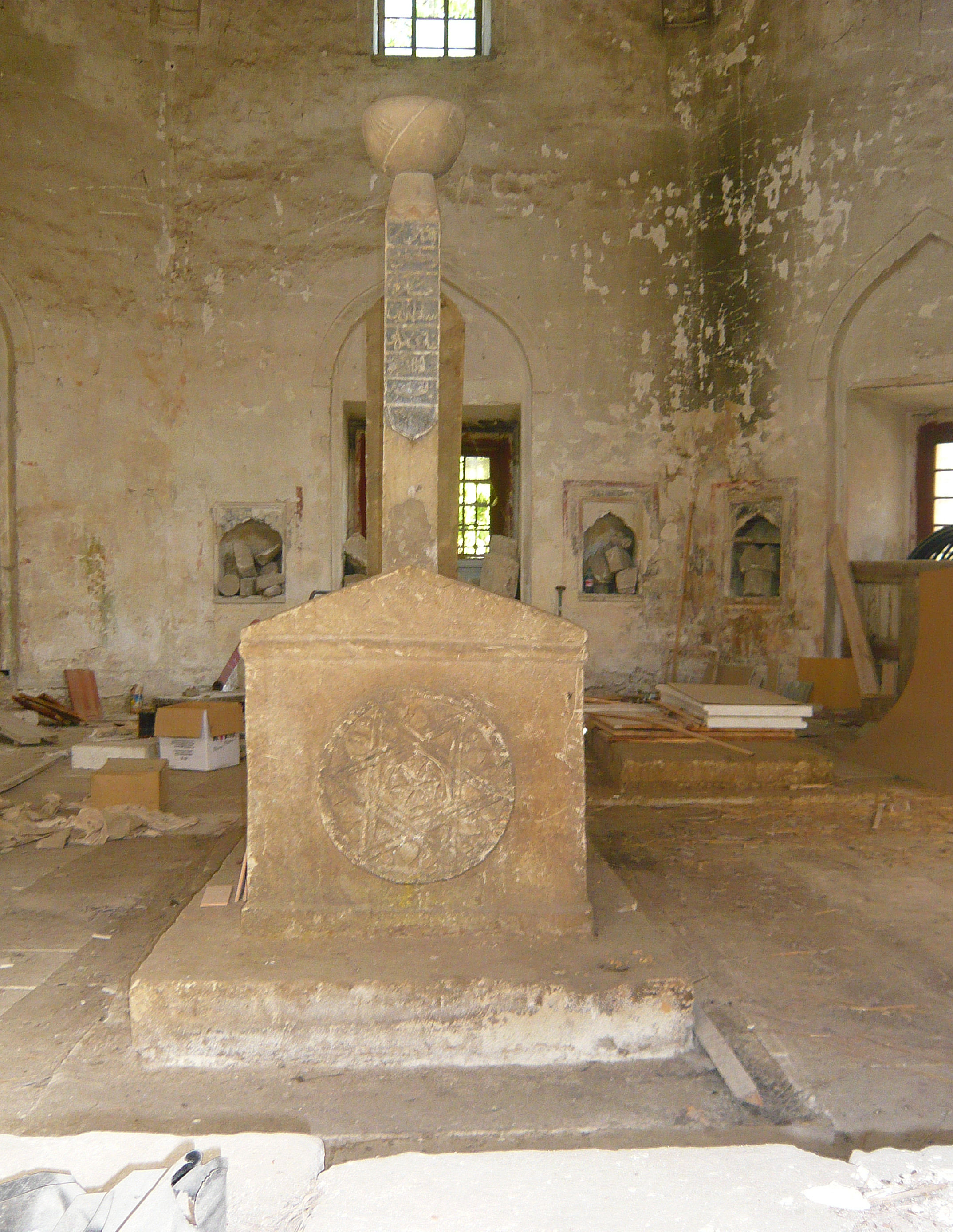
Мавзолей Ісляма III Ґерая
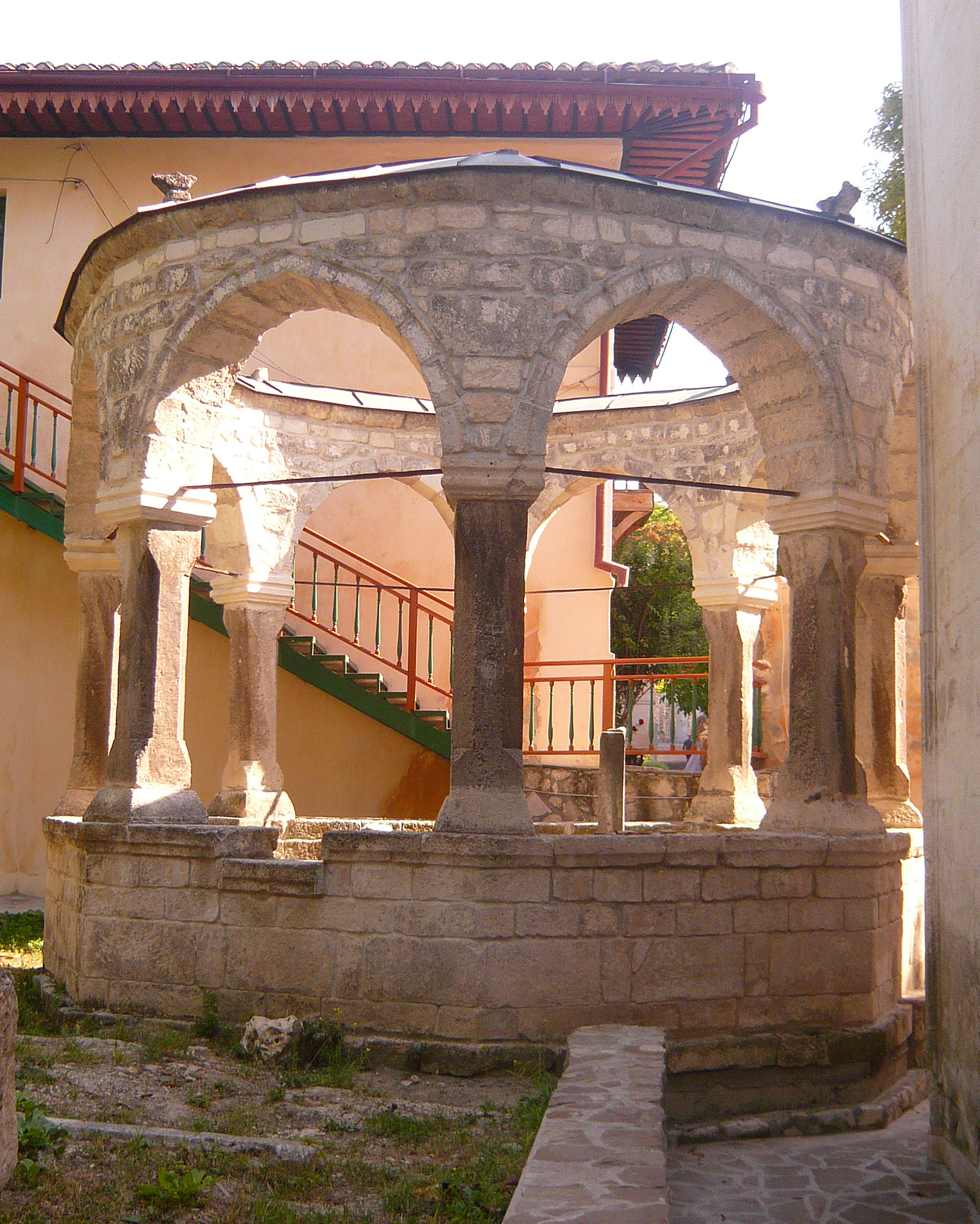
Ротонда Менґлі II Ґерая
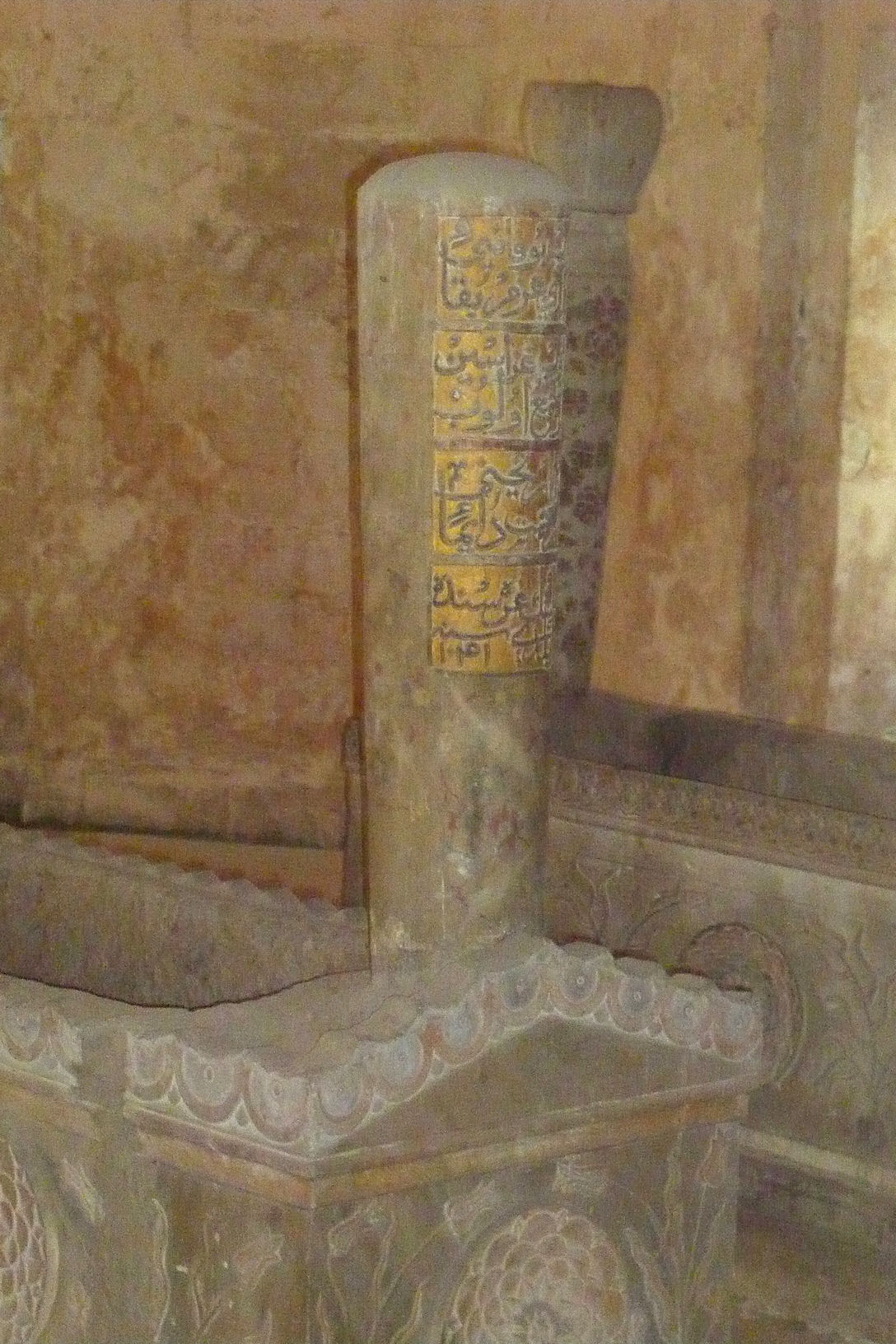
Мавзолей Девлета І Ґерая
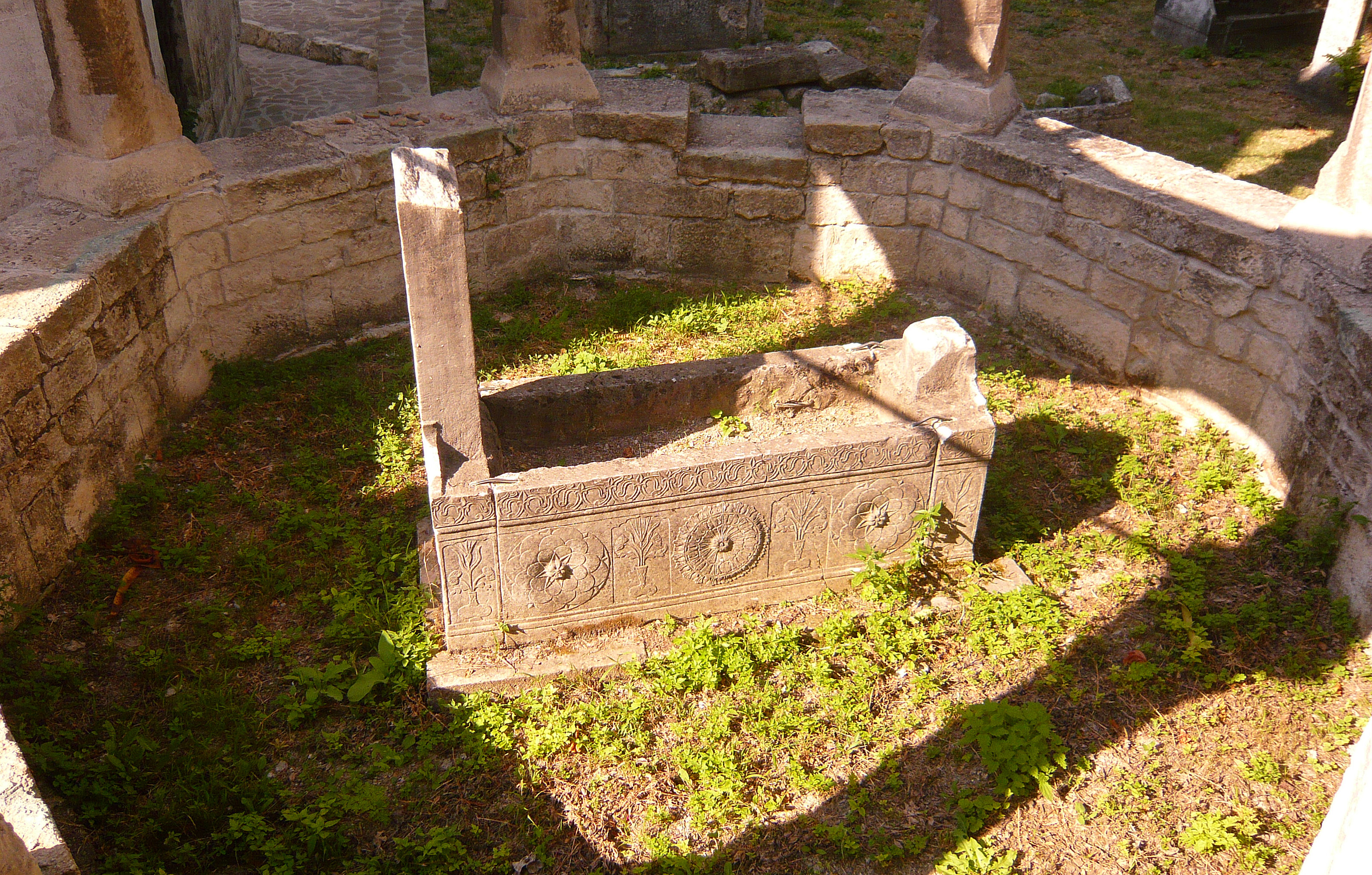
Ротонда Менґлі II Ґерая
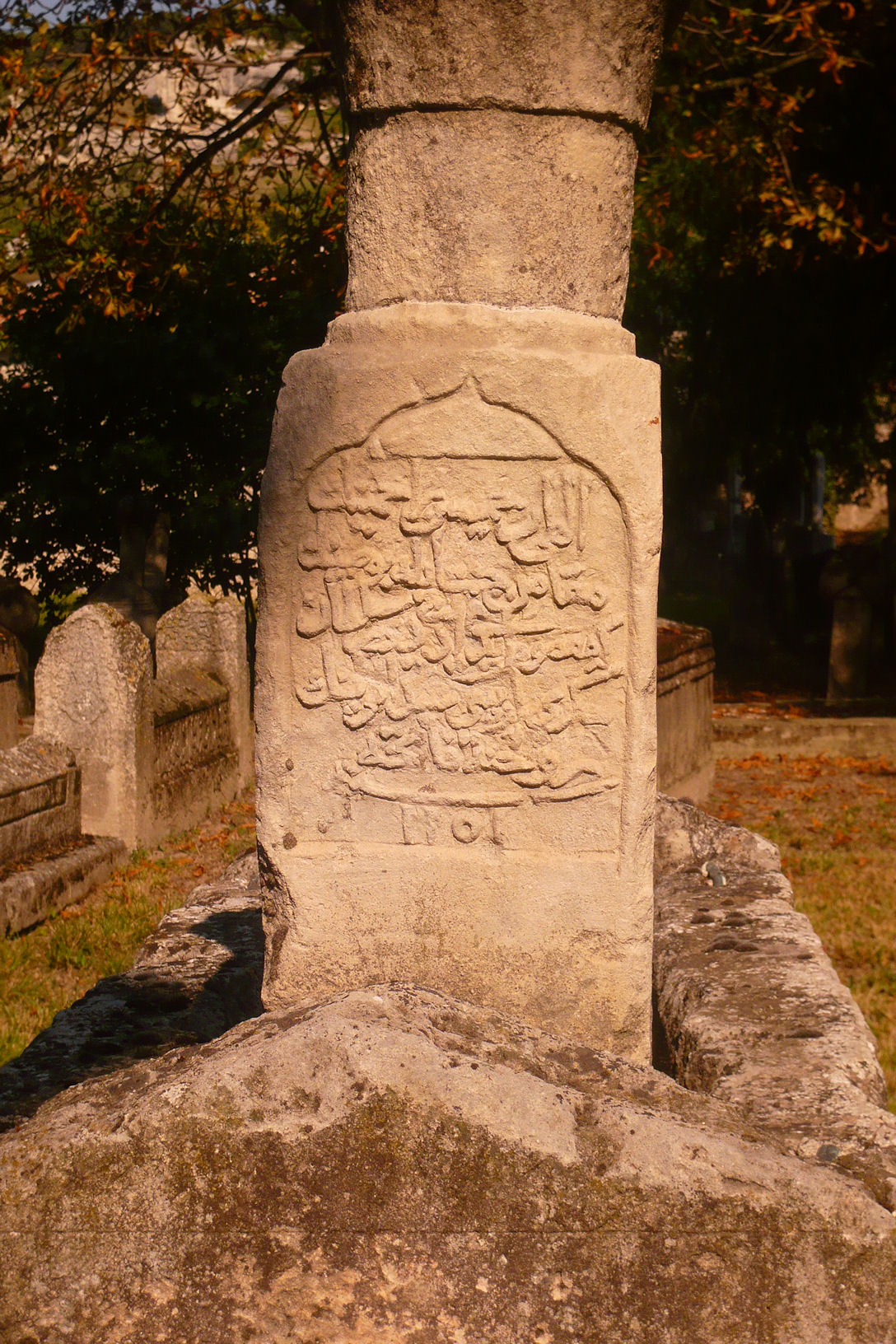
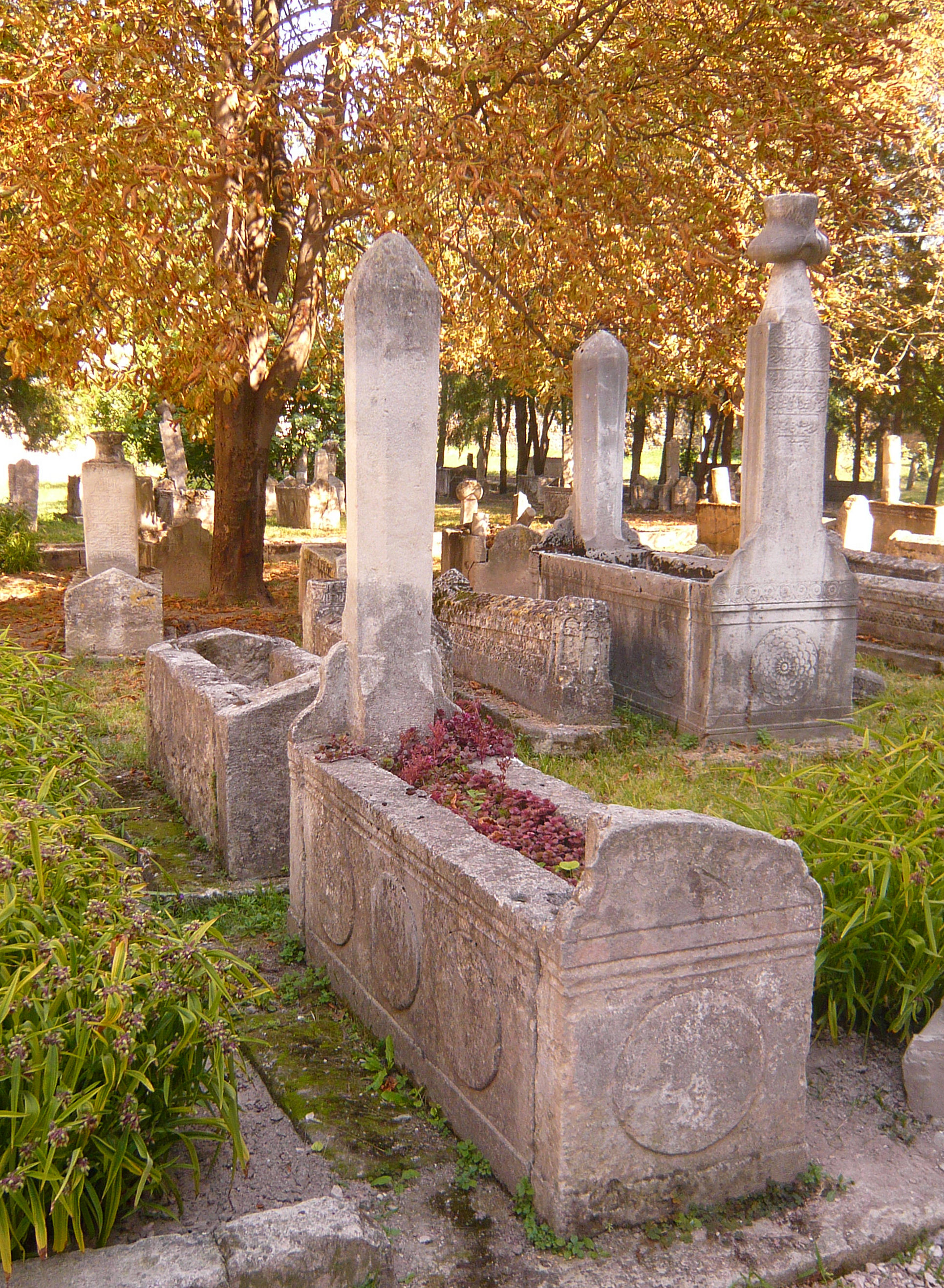
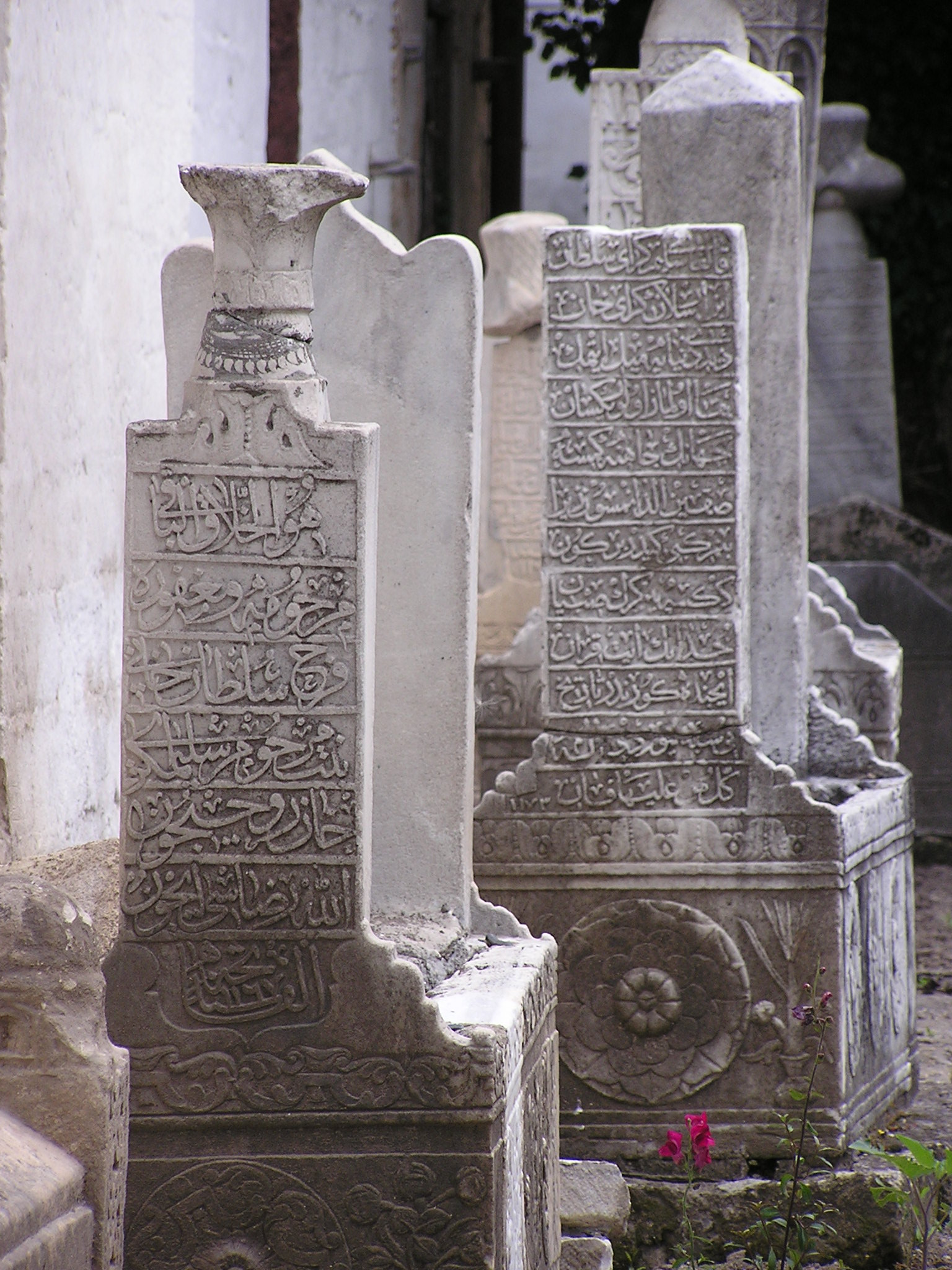

### Перський сад
Перський сад розташований на південь від гарему і обгороджений високим муром. У ньому були альтанки, фонтани, лазні. З гарему в сад є широка хвіртка. У кутку саду стоїть Соколина вежа.

### Соколина вежа
Над будівлями Палацу здіймається Тоган-Кулеси (Соколина вежа), вище якої лише мінарети Великої Ханської мечеті. Назва вежі пов'язана з тим, що в цьому приміщенні в ханські часи нібито утримували ханських ловчих птахів. Такий переказ цілком правдоподібний: полювання з ловчим соколом було вельми популярним у ханському Криму; в числі дорогоцінних подарунків кримським ханам з Польщі та Московії нерідко фігурують рідкі породи соколів — найвище цінувалися полярні білі кречети. Соколів, що їх приручали, прийнято було тримати в просторих приміщеннях (іноді підлогу заливали водою, аби привчити птаха сідати на руку хазяїна). Соколина вежа цілком відповідала цим вимогам: усередині споруда порожня; лише гвинтові дерев'яні сходи ведуть до верхнього майданчику, з якого відкривається чудовий краєвид на місто й Палац.